# ژان کویمبرا، شاهزاده انطاکیه
ژان کویمبرا (انگلیسی: John of Coimbra, Prince of Antioch؛ ۱۴۳۱ – ۱۱ سپتامبر ۱۴۵۷)، یکی از اعضای خاندان اویش و فرزند دوم اینفانته پیتر، دوک کویمبرا و ایزابلا بود که با شارلوت، ملکه قبرس ازدواج کرد. وی آخرین شاهزاده افتخاری و اسمی انطاکیه بود.